# Ängesviken
Ängesviken är en sjö i Piteå kommun i Norrbotten och ingår i Rokån-Jävreåns kustområde. Sjön har en area på 0,152 kvadratkilometer och ligger 1 meter över havet.

## Delavrinningsområde
Ängesviken ingår i det delavrinningsområde (725646-175764) som SMHI kallar för Rinner mot Svensbyfjärden. Medelhöjden är 25 meter över havet och ytan är 16,47 kvadratkilometer. Det finns inga avrinningsområden uppströms utan avrinningsområdet är högsta punkten. Avrinningsområdets utflöde mynnar i havet, utan att ha någon enskild mynningsplats. Avrinningsområdet består mestadels av skog (57 procent), öppen mark (13 procent) och jordbruk (13 procent). Avrinningsområdet har 0,36 kvadratkilometer vattenytor vilket ger det en sjöprocent på 2,2 procent. Bebyggelsen i området täcker en yta av 1,24 kvadratkilometer eller 8 procent av avrinningsområdet.